# Sachun-gi medley
Sachun-gi medley (hangeul: 사춘기 메들리, latinizzazione riveduta: Sachun-gi medeulli, lett. Guazzabuglio dell'adolescenza; titolo internazionale Adolescence Medley, conosciuta anche come Puberty Medley) è una miniserie televisiva sudcoreana trasmessa su KBS2 dal 10 luglio al 31 luglio 2013. È basata sul webtoon omonimo di Kwak In-geun, pubblicato dal 9 novembre 2011 al 29 febbraio 2012.

## Trama
Choi Jung-woo è un nuovo studente al liceo di Namil. Dopo aver cambiato scuola sette volte a causa del lavoro di suo padre, ha imparato a essere invisibile ed è determinato a non fare amicizie, ma Yang Ah-young, l'intelligente e apparentemente distaccata rappresentante di classe, riesce a coinvolgerlo, con la sua empatia, in diverse attività scolastiche che Jung-woo non gradisce. Intanto, il suo timido compagno di banco Im Deok-won è vittima di bullismo da parte di alcuni studenti più grandi. All'inizio Jung-woo non vuole mettersi in mezzo, ma finisce per gettare un sacchetto di snack ai bulli, che atterra sulla testa della leggenda della scuola, Lee Yeok-ho, soprannominato "Orso bruno", che sfida Jung-woo a duello. Un'altra complicazione si presenta quando Jung-woo si vendica di Ah-young chiedendole di uscire e, inaspettatamente, lei accetta. Quando Jung-woo apprende che suo padre verrà trasferito a Seul nel giro di pochi giorni, si offre volontario per partecipare al concorso di canto nazionale che tutti evitano e che si svolge proprio nella capitale. Tuttavia, il padre di Jung-woo decide di non trasferirsi e restare a Namil, lasciando Jung-woo con molti problemi da risolvere.

## Personaggi
- Choi Jung-woo, interpretato da Kwak Dong-yeon, Lee Joon-myung (alle elementari), Kim Kyung-min (alle medie) e Baek Sung-hyun (da adulto)
- Yang Ah-young, interpretata da Lee Se-young e Yoo Da-mi (da adulta)
- Im Deok-won, interpretato da Kwak Jung-wook
- Lee Yeok-ho, interpretato da Choi Tae-joon
- Shin Young-bok, interpretato da Park Jeong-min
- Jang Hyun-jin, interpretata da Bae Noo-ri
- Lee Won-il, interpretato da Yoon Park
- Padre di Jung-woo, interpretato da Jung In-gi
- Madre di Jung-woo, interpretata da Go Soo-hee
- Madre di Ah-young, interpretata da Oh Yoon-hong
- Insegnante, interpretata da Jung Soo-young
- Yoon Jin-young, interpretata da Kwon Min-a
- Nonno di Yeok-ho, interpretato da Yoon Joo-sang
- Moon Soo-jung, interpretata da Ahn Ji-hyun
- Park Sung-tae, interpretato da Kim Dong-hee
- Deok-hoon, interpretato da Woo Seung-min
- Compagno di classe, interpretato da Geum Bo

## Ascolti
| Episodio | Titolo                                                               | Data di trasmissione | Share (a livello nazionale) | Share (a livello nazionale) |
| Episodio | Titolo                                                               | Data di trasmissione | Dati TNSM                   | Dati AGB                    |
| -------- | -------------------------------------------------------------------- | -------------------- | --------------------------- | --------------------------- |
| 1        | 전학생 (Nuovo studente)                                              | 10 luglio 2013       | 2,9%                        | 3,3%                        |
| 2        | 비밀이야 (È un segreto)                                              | 17 luglio 2013       | 2,5%                        | 2,6%                        |
| 3        | 남자의 자격 (Le qualifiche di un uomo)                               | 24 luglio 2013       | 2,2%                        | 2,6%                        |
| 4        | 귓가에 울리는 그대의 목소리 (La tua voce squilla nelle mie orecchie) | 31 luglio 2013       | 2,5%                        | 2,1%                        |
| Media    | Media                                                                | Media                | 2,5%                        | 2,7%                        |

## Riconoscimenti
| Anno | Premio                                    | Categoria               | Ricevente | Risultato       |
| ---- | ----------------------------------------- | ----------------------- | --------- | --------------- |
| 2013 | Korea Communications Standards Commission | Buon programma del mese |           | Vincitore/trice |
| 2013 | KBS Drama Awards                          | Miglior drama           |           | Candidato/a     |